# Mesocibota bistrigata
Mesocibota bistrigata is een tweekleppigensoort uit de familie van de Arcidae. De wetenschappelijke naam van de soort is voor het eerst geldig gepubliceerd in 1866 door Dunker.